# SPATA45
SPATA45 (англ. Spermatogenesis associated 45) – білок, який кодується однойменним геном, розташованим у людей на 1-й хромосомі. Довжина поліпептидного ланцюга білка становить 98 амінокислот, а молекулярна маса — 11 356.
| 10         |  | 20         |  | 30         |  | 40         |  | 50         |
| ---------- |  | ---------- |  | ---------- |  | ---------- |  | ---------- |
| MASINRTIEI |  | MKKHGVSKQH |  | LLEEINKKRE |  | SNCLVERSNQ |  | VSLLRVQKRH |
| FPDAYQSFTD |  | TTTKEPVPNS |  | GRSSWIKLSL |  | LAHMERKHFP |  | PKNNAIFG   |

A: Аланін

C: Цистеїн

D: Аспарагінова кислота

E: Глутамінова кислота

F: Фенілаланін

G: Гліцин

H: Гістидин

I: Ізолейцин

K: Лізин

L: Лейцин

M: Метіонін

N: Аспарагін

P: Пролін

Q: Глутамін

R: Аргінін

S: Серин

T: Треонін

V: Валін

W: Триптофан